# ジャラン・ベサール・スタジアム
ジャラン・ベサール・スタジアム(英: Jalan Besar Stadium, 簡体字中国語: 惹兰勿刹体育场)は、シンガポール・ジャラン・ベサール通りにある人工芝の競技場。
主にU-23サッカーシンガポール代表がSリーグに参戦する際のホームスタジアムとして用いられている。また、サッカーシンガポール代表の試合に用いられることもある。

## 歴史
1929年のボクシング・デーに開場した、シンガポール最初のスタジアムである。1932年から1973年までマレーシア・カップの試合が行われていた。
シンガポールが日本軍の占領下にあった昭南特別市時代には、シンガポール華僑虐殺事件における取り調べの際に使用されたとされる。また、戦時中はシンガポール国内において、日本語を教える語学センターとしての役割を果たしていた。
第二次世界大戦後は1955年のシンガポール・ユース・フェスティバルや、1984年のシンガポール国家式典のパレードなど様々なイベントに使用された。1999年に改修工事に着工した後、2003年6月に収容人数を6,000人として再び開場。2006年にはFIFAのプロジェクトにより、ピッチに1つ星の人工芝が100万ドルをかけて整備された。2008年には40万ドルをかけて、より高品質であるFIFA2つ星の人工芝がFIFAゴールプロジェクトにより再度整備された。2006年にはこの人工芝のピッチでAFC U-17選手権が開催されている。2010年に開催されたシンガポールユースオリンピックの期間中は、サッカーの試合会場として使用された。